# Kriegerdenkmal Lossa
Das Kriegerdenkmal Lossa ist ein denkmalgeschütztes Kriegerdenkmal in der Ortschaft Lossa der Gemeinde Finne in Sachsen-Anhalt. Im örtlichen Denkmalverzeichnis ist der Gedenkstein unter der Erfassungsnummer 094 83068 als Baudenkmal verzeichnet.
Das Kriegerdenkmal von Lossa befindet sich an der Kölledaer Straße. Es handelt sich dabei um eine Erinnerungsstätte an die Gefallenen des Ersten Weltkriegs. Das Kriegerdenkmal ist eine quadratische Stele auf einem Stufensockel, die von einer Kugel mit einem Eisernen Kreuz gekrönt wird. An den Seiten der Stele sind Tafeln angebracht. Die Tafel an der Frontseite enthält die Inschrift Zur Ehrung unserer tapferen Helden. Die Inschrift auf der Rückseite lautet Helden, geblieben wegen Deutschland um Ehre und Sein, Nie wird ihr Name verklingen, heilig soll er uns sein. Die Gemeinde Lossa. An den Seiten befinden sich auf den Tafeln die Namen der Gefallenen des Ersten Weltkriegs der Gemeinde.

## Quelle
- Kriegerdenkmal Lossa, abgerufen am 29. August 2017.